# Olton (Teksas)
Olton – miasto w Stanach Zjednoczonych, w stanie Teksas, w hrabstwie Lamb.